# Willi Weismann
Willi Weismann (* 21. Januar 1909 in Mülheim an der Ruhr; † Juni 1983 in München) war ein Verleger in der deutschen Nachkriegszeit. Er verlegte unter anderem Werke von Elias Canetti, Hermann Broch und Hans Henny Jahnn.
Zudem gilt er als Miterfinder des Falt-Buchumschlags.

## Leben
Willi Weismann entstammt einer protestantischen Familie, deren Wurzeln bis in die Reformationszeit zurückreichen. Einer seiner Vorfahren war Ehrenreich Weismann, Abt der protestantischen Klosterschule Maulbronn und Verfasser verschiedener theologischer Schriften.
Weismanns Vater besaß eine Buchdruckerei. Nachdem er 1916 im Ersten Weltkrieg in der Schlacht an der Somme gefallen war, wurde Willi in den Heimatort des Vaters, nach Wilhelmsdorf, in ein pietistisches Knabeninstitut (Zieglersche Anstalten) geschickt.
Während des Zweiten Weltkriegs war er Mitglied in einem Widerstandskreis nach Vorbild von Ernst Niekisch und pflegte Kontakte zum Widerstandsverlag und seinen Autoren Friedrich Georg Jünger und Alexander Mitscherlich. Zusammen mit Herbert Burgmüller besorgte er Herausgabe und Vertrieb der deutschen Ausgabe der Literaturzeitschrift Das Silberboot von Ernst Schönwiese. Bis zu seiner Einberufung in den Krieg war er selbständiger Verlagsvertreter und so in der Lage, auch illegale Literatur anzubieten und Kontakte zwischen den verschiedenen Widerstandskreisen aufrechtzuerhalten. Zwischen 1936 und 1938 überstand er mehrere Haussuchungen und kurzzeitige Verhaftungen. Nach Kriegseinsatz an der Ostfront Anfang 1945 kehrte er nach Deutschland zurück und wurde als Fernmelder in der Vermittlungsstelle Hochland in München eingesetzt. Hier schloss er sich der Widerstandsgruppe O7 an und beteiligte sich am Aufstand in München vom 29./30. April 1945. In den letzten Kriegstagen wurde er in Abwesenheit zum Tode verurteilt. Als selbsternannter Polizeikommissar beteiligte sich Weismann an der kampflosen Übergabe Münchens an die Amerikaner am 30. April 1945. Durch die Aktionen der O7 war die Sprengung der letzten Isarbrücke vereitelt worden und ein letzter Flugangriff der Amerikaner wurde abgeblasen.
Nach Kriegsende gründete er Anfang des Jahres 1946 einen literarischen Verlag, den Willi Weismann Verlag München, mit dem er an die literarische Avantgarde der 1920er und 1930er Jahre anknüpfen, deutsche Exilautoren zurückholen und dem deutschen Leser nach zwölf Jahren Diktatur zum Anschluss an die Entwicklungen der Weltliteratur verhelfen wollte. Sein erstes Projekt war die Literaturzeitschrift Die Fähre (1946–1947), später umbenannt in Literarische Revue (1947–1949). Diese ambitionierten literarischen Projekte finanzierte er mit einem zweiten Verlag, dem Magazinverlag, in dem hauptsächlich Kriminalliteratur erschien sowie das skandalträchtige Blatt Das neue Magazin, das ihm zeitweise eine Auflage von 200.000 Stück und zahlreiche Prozesse wegen Gefährdung der Jugend und Sittenwidrigkeit einbrachte. Seine Kontakte nach Leipzig in der DDR, seine Mitgliedschaft im Kulturbund der DDR und seine Bemühungen um eine Verständigung auf literarischer Ebene zwischen Ost und West (Starnberger Gespräch) schürten Verdächtigungen, er sei Anhänger des Kommunismus. Nach mehreren Haussuchungen, Beschlagnahmungen von Büchersendungen nach dem Besuch der Leipziger Buchmesse und Prozessen wegen des Besitzes von staatsgefährdender Literatur konnte er seinen literarischen Verlag nicht länger halten.
Willi Weismann gründete 1954 den Parabelverlag und verlegte in der Folgezeit nur noch Kinderbücher.